# Orland (Indiana)
Orland è un comune degli Stati Uniti d'America, situato nello Stato dell'Indiana, nella contea di Steuben.